# Profvoetballer van het Jaar 1995
Het gala van de Profvoetballer van het Jaar 1995 werd georganiseerd op 21 mei 1995 in het Hilton Hotel in Brussel. Marc Degryse won de Belgische voetbaltrofee voor de derde keer. Hij evenaarde zo het record van oud-ploegmaat Jan Ceulemans.

## Winnaars
Marc Degryse was al jaren de spelverdeler en leider van RSC Anderlecht. "De Kleine" pakte in 1995 zijn derde landstitel op rij met paars-wit. Hij haalde 125 punten meer dan Gouden Schoen Gilles De Bilde.
De 17-jarige linksachter Celestine Babayaro werd voor het eerst Jonge Profvoetballer van het Jaar.
Ondanks drie landstitels zag Johan Boskamp de prijs voor Trainer van het Jaar opnieuw aan zijn neus voorbijgaan. De Nederlander haalde zelfs de top drie niet. Robert Waseige werd voor de derde keer verkozen en werd zo alleen recordhouder.
Gilbert Bodart van Standard Luik werd voor de vierde keer Keeper van het Jaar. Hij evenaarde zo het record van Michel Preud'homme.
Guy Goethals werd voor de tweede keer uitgeroepen tot Scheidsrechter van het Jaar en de Nederlandse aanvaller Simon Tahamata kreeg de Fair-Playprijs.

## Uitslag

### Profvoetballer van het Jaar
| Nr. | Land               | Winnaar         | Club            | Ptn. |
| --- | ------------------ | --------------- | --------------- | ---- |
| 1.  | Vlag van België    | Marc Degryse    | RSC Anderlecht  | 511  |
| 2.  | Vlag van België    | Gilles De Bilde | Eendracht Aalst | 386  |
| 3.  | Vlag van Australië | Paul Okon       | Club Brugge     | 183  |

### Keeper van het Jaar
| Nr. | Land            | Winnaar          | Club           | Ptn. |
| --- | --------------- | ---------------- | -------------- | ---- |
| 1.  | Vlag van België | Gilbert Bodart   | Standard Luik  | 715  |
| 2.  | Vlag van België | Filip De Wilde   | RSC Anderlecht | 473  |
| 3.  | Vlag van België | Geert De Vlieger | KSK Beveren    | 155  |

### Trainer van het Jaar
| Nr. | Land            | Winnaar        | Club            | Ptn. |
| --- | --------------- | -------------- | --------------- | ---- |
| 1.  | Vlag van België | Robert Waseige | Standard Luik   | 598  |
| 2.  | Vlag van België | Jan Ceulemans  | Eendracht Aalst | 507  |
| 3.  | Vlag van België | Eric Gerets    | Lierse SK       | 183  |

### Jonge Profvoetballer van het Jaar
| Nr. | Land             | Winnaar            | Club              | Ptn. |
| --- | ---------------- | ------------------ | ----------------- | ---- |
| 1.  | Vlag van Nigeria | Celestine Babayaro | RSC Anderlecht    | 360  |
| 2.  | Vlag van België  | Dimitri de Condé   | Lommel SK         | 205  |
| 3.  | Vlag van België  | Gunter Verjans     | Sint-Truidense VV | 133  |

### Scheidsrechter van het Jaar
| Nr. | Land            | Winnaar                 | Ptn. |
| --- | --------------- | ----------------------- | ---- |
| 1.  | Vlag van België | Guy Goethals            | 390  |
| 2.  | Vlag van België | Frans Van Den Wijngaert | 271  |
| 3.  | Vlag van België | Leon Schelings          | 162  |

### Fair-Playprijs
| Nr. | Land               | Winnaar        | Club            | Ptn. |
| --- | ------------------ | -------------- | --------------- | ---- |
| 1.  | Vlag van Nederland | Simon Tahamata | Germinal Ekeren | 46   |
| 2.  | Vlag van België    | Eddy Snelders  | Lierse SK       | 26   |
| 3.  | Vlag van Roemenië  | Mircea Rednic  | Standard Luik   | 25   |